# 1991 في تايلاند
فيما يلي قوائم الأحداث التي وقعت خلال عام 1991 في تايلاند.

## أحداث
- 26 مايو – لاودا للطيران الرحلة 4

## سياسة

### تعيين في المنصب
- 2 مارس – أناند بانياراتشون رئيس وزراء تايلاند.

## مواليد

### أغسطس
- 14 أغسطس – نيشا ليرتبيتاكسينتشاي لاعبة كرة مضرب تايلندية.

### نوفمبر
- 18 نوفمبر – نوبون ليرتشيواكارن لاعبة كرة مضرب تايلندية.